# Suppiluliuma II

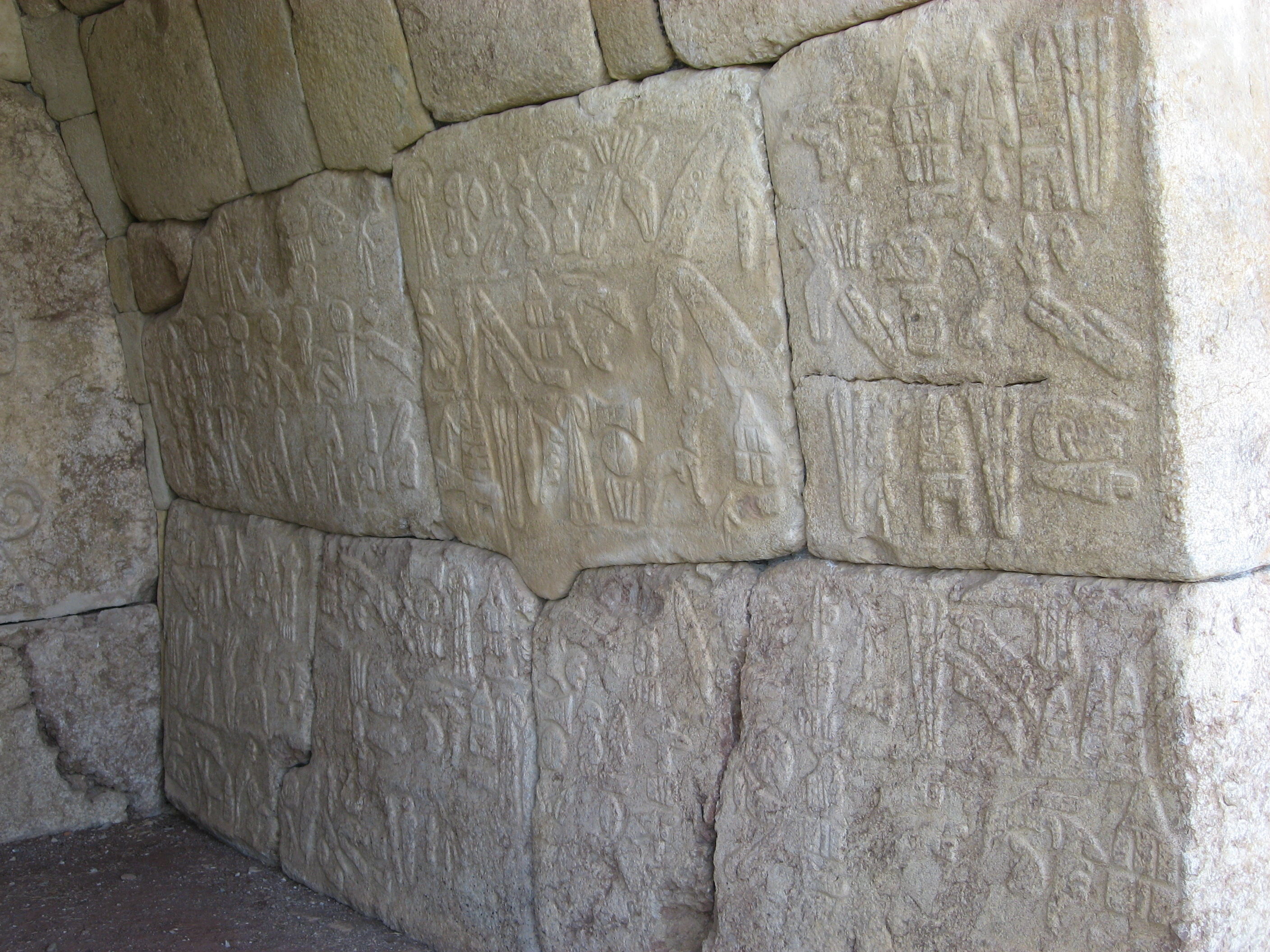
Chambre 2 construite par Suppiliuma II à Hattusa et portant son inscription.

Suppiluliuma II, fils de Tudhaliya IV, est le dernier roi connu du Nouvel Empire hittite. Il régna de 1207 à 1178 av. J.-C. (en chronologie courte). Il fut contemporain de Tukulti-Ninurta Ier, roi d'Assyrie.

## Vie
Suppiluliuma II est connu par deux inscriptions en hiéroglyphes louvites. Elles font la chronique de ses guerres avec ses anciens vassaux de Tarhuntassa en Anatolie du sud-ouest et d'Alashiya à Chypre. L'une des deux inscription se trouve au bas du quartier de Nişantepe dans la Ville haute de Hattusa ; l'autre se trouve à l’angle nord de l'étang de l'Est, à l’endroit connu comme Salle 2, qui était un des réservoirs d'eau de Hattusa.
Les gravures de la Salle 2 sont historiquement importantes ; elles témoignent de la grande instabilité politique qui sévissait sous le règne de Suppiluliuma. Elles mentionnent que, pendant son règne, eut lieu le saccage de Tarhuntassa, ville hittite qui avait brièvement servi de capitale politique de l'Empire sous le règne de Muwatalli II.
Le royaume hittite succomba finalement aux invasions des Peuples de la mer et des Gasgas, à la fin des années 1170 av. J.-C. Si l'on se fonde sur les registres d’Ougarit, la menace provenait de l'ouest ; le roi hittite demanda l'assistance d'Ougarit :

« L'ennemi [avance] contre nous et il est sans nombre […]. Notre nombre est [pur ?] […] Ce qui est disponible, recherchez-le et envoyez-le moi. »

Ammourapi, dernier roi d’Ougarit et allié de Suppululiuma II, écrivit à Eshuwara, roi d’Alashiya (Chypre), une lettre décrivant la menace représentée par l'invasion des Peuples de la mer et où il lui demandait son aide :

« Mon père, voici que les navires de l'ennemi sont venus [ici] ; mes [villes] ont été incendiées, et ils ont fait beaucoup de mal à mon pays. Mon père ne sait-il pas que toutes mes troupes et mes [chars] sont en pays hittite, et que tous mes vaisseaux sont dans le pays de Lukka ?… Ainsi, le pays est abandonné à lui-même. Mais, mon père le sait : les sept navires de l'ennemi qui est venu ici nous ont infligé beaucoup de dommages. »

Après l’effondrement du royaume de Suppiluliuma, les tribus gasgas prirent probablement le contrôle de Hatti. Hattusha elle-même fut détruite par le feu ; son site ne fut réoccupé par une forteresse phrygienne que cinq cents ans plus tard.
Kuzi-Tessub, un souverain du Karkemish, prit ensuite le titre de « Grand Roi », car il était le descendant direct de Suppiluliuma Ier.

## Lignage
L'arbre généalogique ci-dessous est une reconstruction possible, parmi d'autres, du lignage de la famille royale de l'empire hittite. La nomenclature des souverains, les liens de parenté demeurent obscurs par de nombreux aspects,,.

### Articles liés
- Hittites
- Histoire des Hittites
- Hattusa